# شعيب بن حرب
شعيب بن حرب أبو صالح المدائني، ( - 196 هـ / 812م)، محدث، عاش في المدائن.

## سيرته
كان من أبناء خراسان من أهل بغداد، فتحول إلى المدائن، واعتزل بها، وكان له فضل، ثم خرج إلى مكة، فنزلها إلى أن مات بها، سنة 196 هـ، وقال محمد بن المثنى بن دينار العنزي وغيره: سنة 197 هـ.

## روايته للحديث النبوي
- روى عن: إسماعيل بن مسلم العبدي، وعكرمة بن عمار، ومسعر بن كدام، وشعبة بن الحجاج، وأبان بن عبد الله البجلي، وصخر بن جويرية، وحريز بن عثمان، والحسن بن عمار، وسفيان الثوري، وإسرائيل بن يونس وعبد العزيز بن أبي رواد، ومالك بن مغول، وكامل بن العلاء.[4]
- روى عنه: أحمد بن حنبل، ويحيى بن أيوب المقابري، وأحمد بن أبي سريج الرازي، وعلي بن بحر، وأحمد بن محمد بن أبي رجاء، وأيوب بن منصور الكوفي، وحسن بن الرشيد البغدادي، والحسن بن الصباح البزار، وعلي بن محمد الطنافسي، ومحبوب بن موسى، وعبد الله بن السري الزاهد، وعبد الله بن خبيق الأنطاكيون، ومحمد بن منصور الطوسي، ونصير بن الفرج، ويعقوب الدورقي، ومحمد بن عيسى بن حيان المدائني.[4]
- الجرح والتعديل: قال يحيى بن معين: ثقة مأمون. وكذلك قال أبو حاتم الرازي. وقال النسائي: ثقة. وقال شمس الدين الذهبي: الإمام القدوة العابد شيخ الإسلام أبو صالح المدائني.[4]